# مارسل لوپان
مارسل لوپان (فرانسوی: Marcel Lepan‎; ۱۴ دسامبر ۱۹۰۹ – ۱۰ مارس ۱۹۵۳) قایقران روئینگ اهل فرانسه بود.